# Moawhango
Moawhango est une localité située dans la partie nord du district de Rangitikei dans la région de Manawatu-Wanganui de l’Île du Nord de la Nouvelle-Zélande.

## Situation
La ville est située à 19 km au nord de la ville de  Taihape et à 91 km au nord-est de la ville de Marton. 
Tout près de la localité Moawhango est située la rivière Moawhango et le  lac de Moawhango (en).
La rivière Moawhango est un cours d’eau de 62 km de long, qui prend sa source dans la chaîne de Kaimanawa et se termine au niveau du  lac de Moawhango (en), Ensuite, elle passe à travers la ville et se jette dans le fleuve Rangitikei au sud-est de la ville de Taihape. 
Le lac Moawhango contient une importante population de truites arc-en-ciel sauvages.

## Histoire
La chapelle du  Mémorial de Moawhango fut construite en 1902 par Robert et Emily Batley. 
Elle fut élevée en briques de fabrication locale en souvenir de leur fille, qui se noya en 1899.

## Démographie
La ville de Moawhango a actuellement une population de 651 habitants selon le  recensement de 2013 en Nouvelle-Zélande. 
Elle est en diminution de 45 résidents, soit 6,5 % , depuis le recensement de 2006 en Nouvelle-Zélande. 
Il y avait 243 logements occupés, 39 logements inoccupés et aucun logement en construction.
Parmi la population des résidents, 348 habitants (53,5 %) étaient des hommes, comparés aux 48,7 % au niveau national et 300 habitants  (46,5 %) étaient des femmes, comparés aux 51,3 % au niveau national.
Le district avait une moyenne d’âge de 39,8 ans, soit: 1,8 ans de plus que la moyenne nationale qui est de 38,0 ans. 
Les personnes âgées de plus de 65 ans représentaient 8,8 % de la population, comparée aux 14,3 % au niveau national, et les personnes de moins de  15 ans s’élèvent à 20,7 %, comparées aux 20,4 % au niveau national.
La répartition ethnique du meshblock (secteur statistique) selon la  « valeur nationale‘entre parenthèse »  est de : 84,0 % européens (en) (pour 74,0 % au niveau national),  26,2 % de Māori (pour 14,9 % au niveau national), 1,0 % originaires d’Asie (pour 11,8 % au niveau national), 2,4 % originaires des Îles du Pacifique (pour 7,4 % au niveau national ), 0,1 % venant du Moyen orient, Amérique Latine ou Africains (pour 1,2 % au niveau national), et 4,9 % d’une autre ethnie (1,7 % au niveau national).
La ville de Moawhango a un taux de chômage de 3,0 % pour les personnes de 15 ans et plus, comparé aux 7,4 % au niveau national. 
Les revenus médians annuels des  personnes de plus de 15 ans est de 31 700 $, comparé aux 28 500 $ au niveau national. 
Parmi ceux-ci, 31,6 % gagnent moins de 20 000 $, comparés aux 38,2 % au niveau national, alors que 20,0 % gagnent plus de 50 000 $, comparés aux 26,7 % au niveau national.

## Gouvernement et hommes politiques

### Gouvernement au niveau Local
Moawhango constitue une partie du ward de Taihape (en) situé dans le district de Rangitikei et qui élit 3 des 12 «conseillers» du district. 
Les trois représentants du ward de Taihape (en)  sont :Richard Aslett, Angus Gordon et Ruth Rainey, élus lors des élections locales de 2013 à Rangitikei .
Le maire actuel de Rangitikei est  Andy Watson (en).
Le maire et tous les conseillers seront de fait soumis à une réélection lors des élections d’octobre 2016 (en).

### Gouvernement au niveau national
Moawhango, comme l’essentiel du reste du district de Rangitikei, est situé dans l'électorat général (en) de Rangitīkei (en) et dans le l'électorat Maori (en) de Te Tai Hauāuru (en).
Rangitīkei est un siège traditionnel du 
 Parti National depuis les élections de 1938 (en) avec une exception de 1978 à 1984, quand il fut tenu par Bruce Beetham (en) du Parti du Crédit Social (en).
Depuis les élections de 2011 (en), il est occupé par Ian McKelvie (en).
Te Tai Hauāuru est un siège plus volatil, ayant été occupé par trois partis différents depuis les élections de 1996 (en) : le  parti New Zealand First, le Parti Māori  et le  Parti travailliste . 
Depuis les élections générales de 2014 (en), il est tenu par Adrian Rurawhe du  Parti travailliste .

## Éducation
- Le ‘meshblock’ possède une école primaire: l’école de Moawhango.

C’est une école publique mixte avec un effectif de 30 élèves.
- L’école secondaire la plus proche est le Taihape Area School située au niveau de la ville de Taihape.

## Transports
Pour atteindre la plus proche ville, qui est  Taihape, il faut 19 km de conduite vers le sud via Te Moehau Road et Spooners Hill Road, puis la route State Highway 1 .
La  passe à travers Taihape, reliant Cap Reinga et Wellington par cette route nationale.  
Des bus  InterCity (en) peuvent être utilisés avec 10 rotations par jour. 
Ceci comprend:les liaisons Auckland–Wellington, Wellington–Auckland et Tauranga–Wellington (à différentes heures de la journée).